# Аллаи

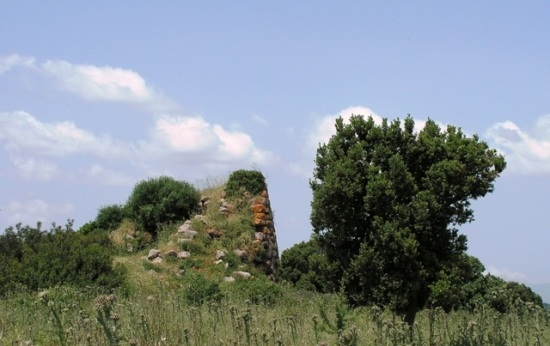
Местность Sa Pala 'e sa Cresia близ Аллаи

А́ллаи (итал. Allai) — коммуна в Италии, располагается в регионе Сардиния, в провинции Ористано.
Население составляет 363 человек (30-6-2019), плотность населения составляет 13,27 чел./км². Занимает площадь 27,36 км². Почтовый индекс — 9080. Телефонный код — 0783.
Покровителем коммуны почитается Святой Дух, празднование 16 мая.

## Демография
Динамика населения:

## Администрация коммуны
- Официальный сайт: https://web.archive.org/web/20101015044854/http://www.comune.allai.or.it/